# Hôn nhân cùng giới ở Nayarit
Hôn nhân cùng giới đã được hợp pháp tại bang Nayarit của Mexico kể từ ngày 23 tháng 12 năm 2015. Một dự luật hợp pháp hóa đã được Quốc hội tiểu bang phê duyệt vào ngày 17 tháng 12 năm 2015, trong một cuộc bỏ phiếu 26-1, với 1 phiếu trắng. Nó được công bố trên tạp chí chính thức, theo chữ ký của Thống đốc, vào ngày 22 tháng 12 năm 2015 và có hiệu lực vào ngày hôm sau.

## Lịch sử

### Lệnh của tòa
Vào tháng 7 năm 2014, một cặp cùng giới nam được phép tổ chức đám cưới cùng giới đầu tiên của Nayarit sau một năm làm việc hợp pháp. Vào ngày 8 tháng 7, một thẩm phán liên bang đã ra phán quyết hôn nhân cùng giới cấm vi hiến. Cặp đôi kết hôn tại thủ đô của Tepic. Bốn cặp đồng tính nữ yêu cầu lệnh cấm sau khi bị Cơ quan đăng ký dân sự từ chối cấp phép kết hôn vào đầu tháng 7 năm 2014. Vào ngày 31 tháng 10 năm 2014, thông báo của Asociación Civil de CODISE rằng chín cặp vợ chồng đang chờ đợi quyết định về lệnh cấm. Vào ngày 3 tháng 11 năm 2014, một cặp đồng tính nữ kết hôn ở Tepic, cuộc hôn nhân cùng giới thứ hai ở tiểu bang, sau khi được ban lệnh cấm. Vào ngày 13 tháng 11 năm 2014, cuộc hôn nhân cùng giới thứ ba được tổ chức tại Tepic cho một cặp đồng tính nữ đã đạt được amparo (lệnh cấm) vào ngày 22 tháng 10 năm 2014. Cuộc hôn nhân cùng giới lần thứ 4 ở Nayarit diễn ra vào tuần thứ hai của tháng 12 năm 2014, đánh dấu nó là hiệp hội đồng tính nữ thứ ba trong tiểu bang. Vào ngày 27 tháng 1 năm 2015, cuộc hôn nhân cùng giới lần thứ 5 xảy ra ở Tepic giữa hai người phụ nữ. Đó là cuộc hôn nhân đầu tiên trong đó lệnh cấm đã được chính quyền địa phương chấp thuận, thay vì tòa án quận liên bang.

### Hành động lập pháp
Vào ngày 13 tháng 3 năm 2015, các thành viên của CODISE đã trao cho Quốc hội một dự luật để hợp pháp hóa hôn nhân cùng giới.
Vào ngày 25 tháng 6 năm 2015, Thứ trưởng Luis Manuel Hernández Escobedo, từ Đảng của Cách mạng Dân chủ, đã đưa ra một dự luật mới cho phép các cặp cùng giới kết hôn và đưa ra định nghĩa về người vợ lẽ trung lập về giới. Vào ngày 17 tháng 12 năm 2015, Quốc hội đã phê chuẩn dự luật, trong cuộc bỏ phiếu 26-1, với 1 lần bỏ phiếu. Dự luật được công bố trên tạp chí chính thức, theo chữ ký của Thống đốc Roberto Sandoval Castañeda, vào ngày 22 tháng 12 năm 2015, và có hiệu lực vào ngày hôm sau.
Điều 135 của Bộ luật Dân sự Nayarit hiện được đọc như sau: 
- tiếng Tây Ban Nha: El matrimonio es un contrato civil, por el cual dos personas, se unen en sociedad para realizar vida en común, procurando entre ambos respeto, igualdad y ayuda mutua.

Điều 136 bây giờ đọc như sau: 
- tiếng Tây Ban Nha: El concubinato es la unión de hecho entre dos personas, que realizan en forma continua, pública e ininterrumpida una vida en común de manera notoria y permanente, sin que medie vínculo matrimonial entre sí, o con terceras personas.

| Đảng chính trị              | Thành viên | Có | Không | Không bỏ phiếu | Vắng mặt |
| --------------------------- | ---------- | -- | ----- | -------------- | -------- |
| Đảng cách mạng thể chế      | 15         | 14 |       |                | 1        |
| Đảng Hành động Quốc gia     | 6          | 4  |       | 1              | 1        |
| Đảng của cách mạng dân chủ  | 5          | 5  |       |                |          |
| Đảng Lao động               | 2          | 2  |       |                |          |
| Nhà sinh thái học Đảng xanh | 2          | 1  | 1     |                |          |
| Tổng cộng                   | 30         | 26 | 1     | 1              | 2        |

### Nhận nuôi bởi các cặp cùng giới
Luật hôn nhân cùng giới, có hiệu lực vào tháng 12 năm 2015, không đề cập đến việc nhận con nuôi cùng giới.
Vào tháng 10 năm 2016, một thẩm phán liên bang phán quyết rằng con gái của một cặp đồng tính nữ đã kết hôn phải được đăng ký với họ của cả hai bà mẹ. Thẩm phán cho rằng việc từ chối đơn đăng ký của trẻ sơ sinh vi phạm lợi ích của trẻ và vi phạm quyền nhận dạng (tức là tên, quốc tịch và liên kết). Vài ngày sau, người đứng đầu Cơ quan đăng ký dân sự tuyên bố rằng nhà nước sẽ tiếp tục từ chối đăng ký cả họ của cha mẹ cùng giới trừ khi Quốc hội thay đổi luật hoặc nếu có nhiều amparos được tòa án cấp.
Được tiết lộ vào tháng 5 năm 2018 rằng 8 cặp đôi đồng tính đã nộp đơn xin nhận con nuôi. Theo một khảo sát năm 2017 của CONAPRED, 44% dân số Nayarit ủng hộ việc nhận con nuôi của các cặp cùng giới.